# Sofia Gilberto
Sofia Gilberto Oliveira (Estados Unidos, 11 de janeiro de 2016) é uma cantora e compositora, neta dos criadores da Bossa Nova Astrud Gilberto e João Gilberto.  
Sofia Gilberto já tem várias canções compostas por ela e está lançando seu primeiro álbum musical, intitulado Garota Bossa Nova, com a participação de diversos artistas, como Roberto Menescal. Sua avó Astrud Gilberto era apelidada nos Estados Unidos de "Garota de Ipanema", por causa da canção que se tornou um sucesso mundial com sua interpretação. Sofia canta, compõe e está aprendendo a tocar piano e violão.
As canções do álbum deverão ser lançadas em singles, entre os anos de 2024 e 2025. Em 12 de abril, foi lançado o single "Canta João" no Japão nas plataformas digitais, seguidas de "Garota Bossa Nova" em 3 de maio, "Tesouros do Destino" em 31 de maio e "Vovô Bossa Nova" em 28 de junho. 
Em Canta João, no Japão, Sofia fez uma homenagem ao japonês Hideki Nakajima, que acompanha as criações de Sofia desde quando ela era bem pequena. Hideki é cantor e violonista no Japão e canta as músicas que João Gilberto gravou. Hideki criou diversos livros de Songbook, traduzindo a música e a batida do violão de João Gilberto, muitas cifras como diz a letra da música (um leque de cifra). 
A canção Garota Bossa Nova foi composta em homenagem a sua avó Astrud, e a todas as vozes femininas da Bossa Nova. Sofia diz que Ipanema é mais do que um lugar, e sim um estado de espírito onde a vida é linda. Para ela, a Bossa Nova é a filosofia do amor, do sorriso e da flor. Como ela diz: "Seja como flor, por aí eu vou".
Em Tesouros do Destino, Sofia faz um dueto com Bernardo Martins, filho de Pery Ribeiro, neto de Herivelto Martins e Dalva de Oliveira.
Vovô Bossa Nova é uma homenagem carinhosa a Roberto Menescal, ela o chama de vovô "Mel Nescau". Menescal apresentou os próprios avós de Sofia, João e Astrud Gilberto e é considerado um avô de consideração para ela.
O pianista e engenheiro de som Leiki Ueda é o responsável pela finalização (mixagem e masterização) das canções de Sofia no Japão.
Sofia foi uma das apresentadoras do programa de TV "Do Som a Arte" sobre Bossa Nova, que foi ao ar no canal Music Box Brazil entre os anos de 2022 e 2023. Sofia participou da live de Roberto Menescal em comemoração ao Dia das Crianças, no ano de 2021.
O lançamento de seu primeiro livro, intitulado de Garota Bossa Nova que ocorrerá futuramente, será o primeiro de uma coleção que contará histórias e personagens da Bossa Nova, da música brasileira e cultura para o público infantojuvenil.
No dia 13 de dezembro de 2024, foi lançada nas plataformas digitais sua nova música que leva o nome de "Boa Nova".